# Amphiagrion abbreviatum
Amphiagrion abbreviatum là loài chuồn chuồn trong họ Coenagrionidae. Loài này được Selys mô tả khoa học đầu tiên năm 1876.

## Hình ảnh

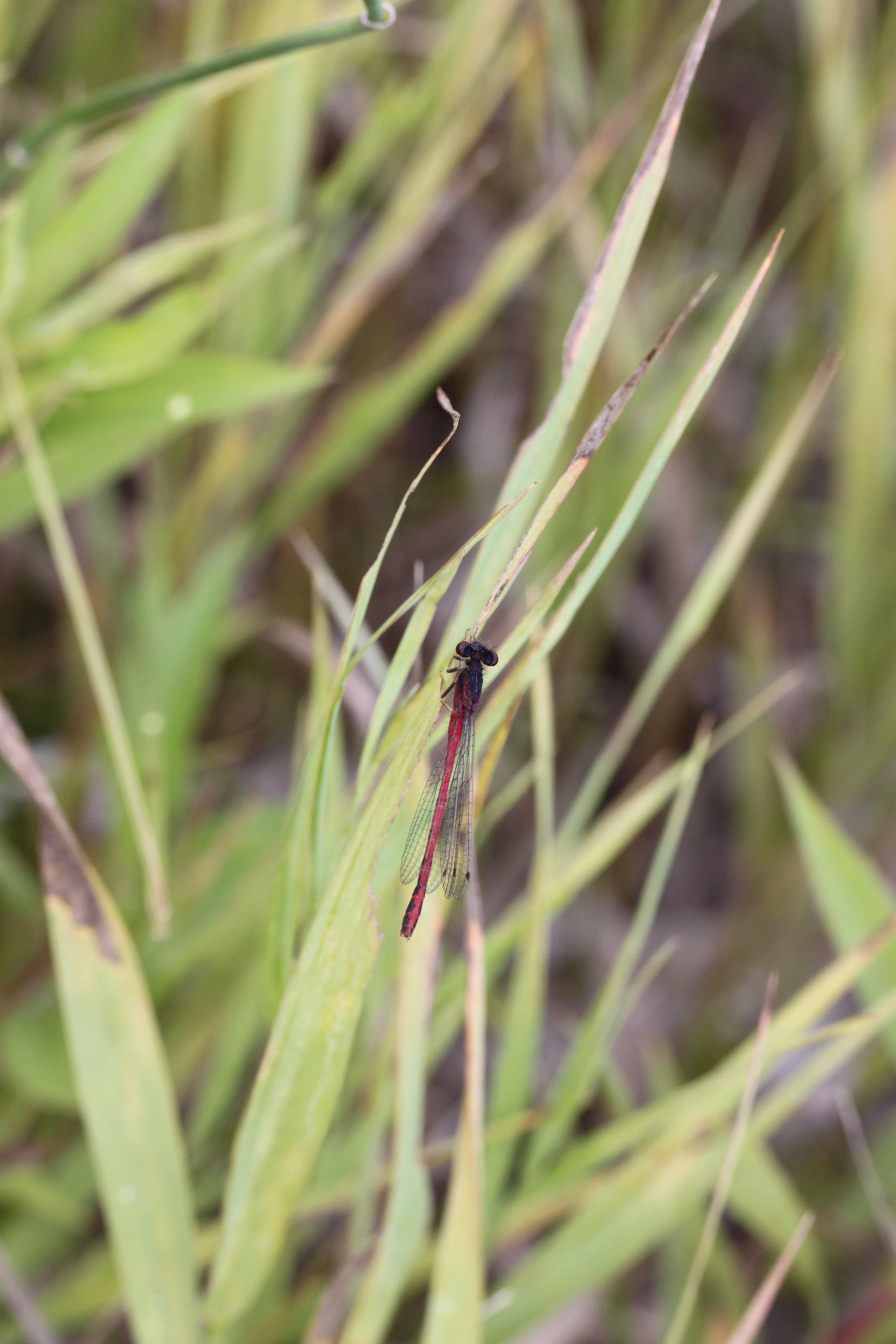